# Resolució 4K

Comparació de 4K en relació amb altres resolucions en relació d'aspecte 16:9.

La resolució 4K és un estàndard emergent per a resolució al cinema i a gràfics d'ordinador. El nom deriva de la resolució horitzontal, que és aproximadament de 4.000 píxels. Aquesta designació és diferent de les utilitzades a la indústria de la televisió digital, les quals són representades per recompte de píxels verticals; per exemple 480p, 576p, 720p i 1080p. 4k representa la resolució horitzontal perquè hi ha nombroses relacions d'aspecte usades en films. Així, mentre la resolució horitzontal es manté constant, la vertical depèn de la relació d'aspecte amb la qual el director decideixi treballar.

## Característiques generals
La tecnologia 4K millora la imatge actual, quadruplicant la resolució de l'Alta Definició HD o High-Definition. La 4K o UltraHD té 2.160 línies horitzontals x 3.840 línies verticals = 8,29 megapíxels. La Full HD en té 1080 x 1920 = 2,07. La 4K permet veure detalls que abans no vèiem. Cada vegada es troben més continguts 4K, però encara no és cap estàndard. Si comparem una fotografia 4K amb una Full HD, la diferència és impressionant. Els dissenyadors gràfics tindran formes i colors més precisos.
La majoria de pantalles Full HD són de tecnologia LCD, perquè l'OLED no va tindre tant d'èxit com Plasma i el LCD; però això fa evident que la 4K no és gaire diferent a aquestes velles tecnologies, i la seva principal diferència són la quantitat de píxels.

Tot i que la Tecnologia 4K té més píxels, té densitat molt semblant als televisors Full HD. Una altra de les diferències és que les pantalles 4K són molt més grans que les Full HD. Amb més píxels els fabricants han pogut abastar més superfície sense preocupar-se per la pèrdua de qualitat, i això es tradueix en una densitat de píxels semblant als televisors Full HD.
La resolució 4K va ser la protagonista de l'esdeveniment Consumer Electronics Show, conegut com a CES del 2014. Les companyies informàtiques van presentar els primers monitors amb resolució 4K, i de seguida empreses com Netflix i Youtube van fer els seus continguts 4K. Eencara hi ha la limitació que moltes connexions a Internet són molt lentes per poder transmetre els continguts a 4K.
L'avantatge més gran és que hi ha més píxels. Per tant, la distància per veure la imatge és més curta, els colors estan més definits, i la il·luminació és millor.
L'inconvenient és que no es pot transmetre per internet, perquè cal una amplada de banda molt gran. Un altre inconvenient és que els vídeos de 4K poden ocupar fins i tot més de 160 GB; això ens obligaria a veure'ls només amb un disc dur, i això no és rendible per als usuaris ni per la indústria.

## Formats

### 4K UHDTV
El format 4K UHDTV té una resolució de 3840 x 2160 píxels (8.3 megapíxels), dobla l'estàndard de Televisió d'alta definició 1080p en ambdues dimensions vertical i horitzontal.
| 4K UHDTV (3840x2160) | 4K UHDTV (3840x2160) |
| -------------------- | -------------------- |
| 1080p (1920x1080)    | 1080p (1920x1080)    |
| 1080p (1920x1080)    | 1080p (1920x1080)    |

### Cinema digital
| Estàndard         | Resolució   | Ràtio d'aspecte | Píxels     |
| ----------------- | ----------- | --------------- | ---------- |
| Cinema digital 4K | 4096 × 1714 | 2.39:1          | 7,020,544  |
| Cinema digital 4K | 3996 × 2160 | 1.85:1          | 8,631,360  |
| Acadèmic 4K       | 3656 × 2664 | 1.37:1          | 9,739,584  |
| Obertura total 4K | 4096 × 3112 | 1.32:1          | 12,746,752 |